# Pilipalpinae
Los escarabajos de la subfamilia Pilipalpinae pertenecen a la pequeña familia de escarabajos de color fuego (Pyrochroidae). Se encuentran solo en el hemisferio sur, en Australia, Chile, Madagascar y Nueva Zelanda. La mayoría de los géneros son pequeños o incluso monotípicos , pero es muy probable que existan varias especies no descritas. Persiste la discusión de la taxonomía de Pilipalpinae. Un grupo sostiene que deben permanecer como subfamilia de Pythidae, como fue propuesto en 1982; otros insisten de pensamiento más anticuado que debe ser unido con los pirocróidos, propuesto en 1955; y un tercer grupo sostiene que deben ser avanzados a una familia independiente.

## Géneros
Existen al menos 10 géneros incluidos en la subfamilia Pilipalinae:
- Binburrum
- Cycloderus
- Exocalopus
- Incollogenius
- Malagaethes
- Morpholycus
- Paromarteon
- Pilipalpus
- Ranomafana
- Techmessa
- Techmessodes
- Temnopalpus